# Emmerich Kálmán
Emmerich Kálmán (hoặc là Imre Kálmán) là nhà soạn nhạc, nhà phê bình âm nhạc người Hungary.

## Cuộc đời và sự nghiệp
Emmerich Kálmán học âm nhạc tại Viện Hàn lâm âm nhạc Budapest. Kálmán sống ở Viên cho đến năm 1938. Trong các năm 1938-1940, ông sống ở Paris. Trong các năm 1940-1949, ông lại sống ở Mỹ, sau đó lại trở lại Paris. Ông bắt đầu sáng tác những 
thể loại kinh điển, từ năm 1907 chuyển sang sáng tác operetta. Các vở operetta Công chúa Digan, Silva khiến ông nổi tiếng khắp thế giới.

## Phong cách sáng tác
Emmerich Kálmán cùng với Franz Lehár là những người sáng tạo một kiểu operetta mới, khơi sâu thêm tính kịch, làm phong phú thêm nội dung giai điệu và tinh độc đáo dân tộc, nhấn mạnh thêm tầm vóc của những tiết mục đồng diễn và những cảnh kết.

## Các tác phẩm
Emmerich Kálmán đã viết:
- 20 vở operetta, nổi bật là

- Những anh lính đầu rồng vui tính (1908)
- Công chúa Digan (1915)
- Nữ bá tước Maritza (1924)
- Công chúa xiếc (1926)